# 卡恩凯
卡恩凯（Kanke），是印度贾坎德邦Ranchi县的一个城镇。总人口16396（2001年）。

## 人口
该地2001年总人口16396人，其中男性8737人，女性7659人；0—6岁人口1869人，其中男950人，女919人；识字率75.22%，其中男性为79.91%，女性为69.87%。